# Christopher Thompson
Christopher John William Thompson (New York, 13 agosto 1966) è un attore, sceneggiatore e regista francese.

## Biografia
Nato a New York nel 1966, Thompson è cresciuto nella patria dei suoi genitori, in Francia, da una famiglia profondamente legata alle arti teatrali e cinematografiche. Figlio della regista e sceneggiatrice Danièle Thompson, suo nonno materno è il regista Gérard Oury (1919-2006) e sua sorella l'attrice Caroline Thompson. Sarebbe tornato negli Stati Uniti per frequentare l'Università Brown. È sposato con l'attrice Géraldine Pailhas da cui ha avuto due figli.

## Carriera

### Attore
Come attore, esordisce con il ruolo del leader rivoluzionario Louis Antoine de Saint-Just nella miniserie televisiva La rivoluzione francese (1989). Prende poi parte ai film L'Atlantide (1992) e Giorgino (1994), e appare anche nella miniserie televisiva Il conte di Montecristo (1998). Recita anche in film in lingua inglese come Jefferson in Paris (1995) e La partita - La difesa di Lužin (2001).

### Sceneggiatore
Thompson collabora con sua madre alla sceneggiatura del suo primo lungometraggio, Pranzo di Natale (1999); i due lavorano di nuovo insieme alla sceneggiatura di Jet Lag (2001) e Un po' per caso, un po' per desiderio (2006).

### Regista
Nel 2010, Thompson fa il suo debutto come regista nel film Noi, insieme, adesso - Bus Palladium, con Marc-André Grondin.

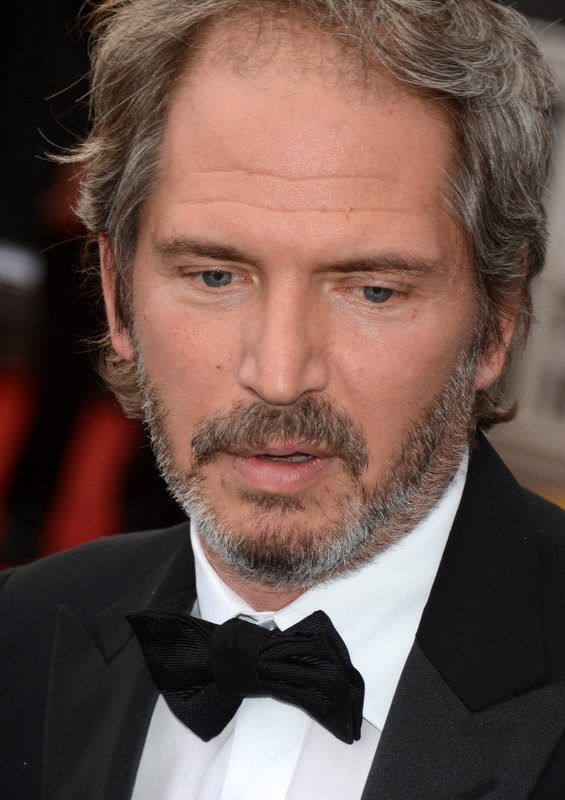
Christopher Thompson nel 2013

## Filmografia

### Cinema

#### Attore
- Stanno tutti bene, regia di Giuseppe Tornatore (1990)
- L'Atlantide, regia di Bob Swaim (1992)
- Les marmottes, regia di Élie Chouraqui (1993)
- Délit mineur, regia di Francis Girod (1994)
- Giorgino, regia di Laurent Boutonnat (1994)
- Jefferson in Paris, regia di James Ivory (1995)
- Poeti dall'inferno (Total Eclipse), regia di Agnieszka Holland (1995)
- Caged Hearts, regia di Henri Charr (1996)
- A los que aman, regia di Isabel Coixet (1998)
- Pranzo di Natale (La Bûche), regia di Danièle Thompson (1999)
- Waiting, regia di Patrick Hasson (2000)
- La partita - La difesa di Lužin (The Luzhin Defence), regia di Marleen Gorris (2000)
- San Bernardo, regia di Joan Potau (2000)
- Immortal Ad Vitam, regia di Enki Bilal (2004)
- Un po' per caso, un po' per desiderio (Fauteuils d'orchestre), regia di Danièle Thompson (2006)
- Didine, regia di Vincent Dietschy (2008)
- Le code a changé, regia di Danièle Thompson (2009)
- Benvenuti a Saint-Tropez, regia di Danièle Thompson (2013)
- Tout là-haut, regia di Serge Hazanavicius (2017)

#### Regista
- Noi, insieme, adesso - Bus Palladium (2010)

### Televisione
- La rivoluzione francese (ep. I processi, Il Terrore), regia di Richard T. Heffron – miniserie TV (1989)
- La grande dune, regia di Bernard Stora – film TV (1991)
- La femme abandonnée, regia di Édouard Molinaro – film TV (1992)
- Un si bel orage, regia di Jean-Daniel Verhaeghe – film TV (1995)
- Un orage immobile, regia di Jean-Daniel Verhaeghe – film TV (1995)
- L'histoire du samedi (ep. Maria, fille de Flandre), regia di Philippe Triboit – serie TV (1996)
- Les Steenfort, maîtres de l'orge (ep. Adrien (1916-1919)), regia di Jean-Daniel Verhaeghe – miniserie TV (1996)
- Les liens du coeur, regia di Josée Dayan – film TV (1996)
- Gli eredi, regia di Josée Dayan – film TV (1997)
- Il conte di Montecristo, regia di Josée Dayan – miniserie TV (1998)
- Alice Nevers - Professione giudice (ep. L'usine des jouets), regia di Pierre Boutron – serie TV (1999)
- Sam, regia di Yves Boisset – film TV (1999)
- Les boeuf-carottes (ep. Soupçons), regia di Josée Dayan – serie TV (1999)
- I miserabili, regia di Josée Dayan – miniserie TV (2000)
- Zaïde, un petit air de vengeance, regia di Josée Dayan – film TV (2001)
- Lettre d'une inconnue, regia di Jacques Deray – film TV (2002)
- La contessa di Castiglione, regia di Josée Dayan – miniserie TV (2006)
- Bouquet final, regia di Josée Dayan – film TV (2011)
- Le clan des Lanzac, regia di Josée Dayan – film TV (2013)
- Capitaine Marleau (ep. Double jeu), regia di Josée Dayan – serie TV (2018)

## Doppiatori italiani
- Riccardo Niseem Onorato in Il conte di Montecristo, La contessa di Castiglione
- Teo Bellia in La rivoluzione francese
- Francesco Prando in Stanno tutti bene
- Oreste Baldini in L'Atlantide
- Francesco Bulckaen in Un po' per caso, un po' per desiderio